# Crista (meteorologia)

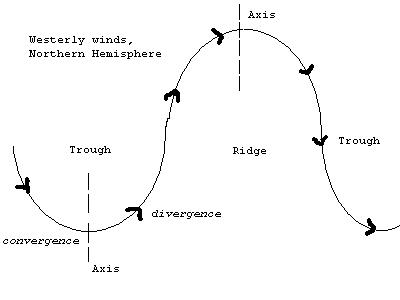
A representação de cavados e cristas alternantes nos ventos do oeste no hemisfério norte

Crista, em meteorologia, é uma região alongada de alta pressão, com pouca ou nenhuma circulação ciclônica. As cristas não são normalmente representadas em cartas meteorológica, embora em algumas regiões ou países, é representada por linhas tracejadas ou contínuas numa coloração diferente àquelas representadas por cavados.
Mesmo sendo as cristas não representadas em mapas meteorológicos, pode ser facilmente encontrada através de isóbaras que distanciam do centro da região de alta pressão. As regiões afetadas por cristas geralmente apresentam tempo bom, já que as áreas de chuvas tendem a permanecer em áreas de baixa pressão.
As cristas são partes importantes na anticiclogênese, processo de formação de anticiclones.